# Heikausen

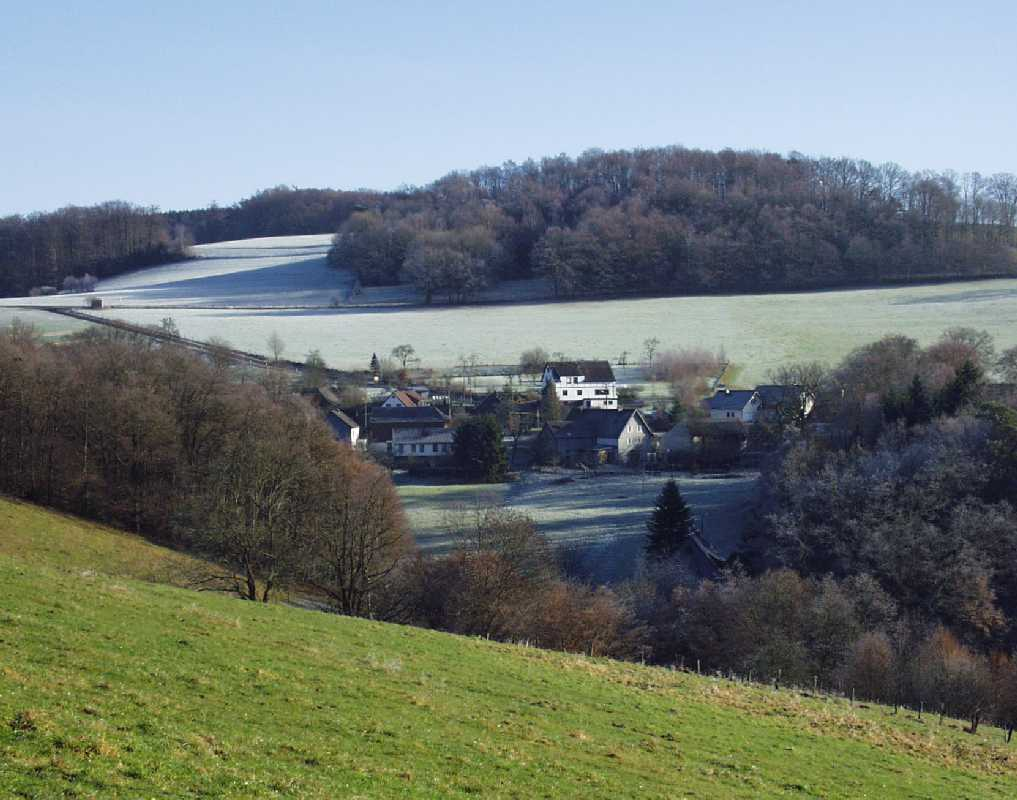
Heikausen, fotografiert von Nordwesten, 2004

Heikausen ist ein Ort von insgesamt 106 Ortschaften der Gemeinde Reichshof im Oberbergischen Kreis im nordrhein-westfälischen Regierungsbezirk Köln in Deutschland.

## Lage und Beschreibung
Heikhausen liegt westlich der Wiehltalsperre, die nächstgelegenen Zentren sind Gummersbach (24 km nordwestlich), Köln (61 km westlich) und Siegen (45 km südöstlich).

## Geschichte

### Erstnennung
1425 wurde der Ort das erste Mal urkundlich erwähnt. „Rorich van Haikshusen wird erwähnt in einem besiegelten Schreiben des Amtsmanns von Neustadt.“
Die Schreibweise der Erstnennung war Haikshusen.
| Bevölkerungsentwicklung | Bevölkerungsentwicklung |
| Jahr                    | Einwohner               |
| ----------------------- | ----------------------- |
| 1946                    | 72                      |
| 1991                    | 62                      |
| 2005                    | 70                      |
| 2006                    | 70                      |
| 2008                    | 63                      |
| 2017                    | 53                      |
| 2018                    | 53                      |
| 2019                    | 53                      |